# 2015年中東呼吸綜合症韓國疫情
2015年大韓民國中東呼吸綜合症爆發（：／），指2015年5月起於大韓民國爆發的中東呼吸綜合症（MERS）疫情。
2015年5月20日，大韓民國政府公布第一宗中東呼吸綜合症感染個案，截至2015年6月26日共有181確診病例（其中，醫院工作人員28人：醫生4人、護士9人、照顧者7人、其他9人），31人死亡、81人出院。2015年12月23日，韩国官方宣布疫情正式结束。

## 經過

### 首例確診
根據世界衛生組織（WHO）2015年5月24日資料，韓國衛生單位於5月20日向WHO通報，一名68歲男子已被確診。該名男子4月18至5月初均在中東一帶，5月4日經卡塔尔搭機返抵仁川國際機場，5月11日起開始出現症狀，12日至當地一家診所求診，15日住院，17日出院，並同時轉送另一家醫院急診。20日，病人的痰樣本被檢測出MERS陽性反應，隨即被隔離治療。

### 擴散
2015年5月21日，韓國再確認新增2起病例。第2例是首例患者的妻子，因為照顧丈夫而被傳染；第三例則是與首例同住一間病房的76歲男子。
2015年5月26日，韓國公佈新增第4起中東呼吸綜合症確診病例，是第3例的女兒。27日，第10例明知個人染病及曾接觸患者，仍到中國惠州公幹，出席LED品質交流會。
2015年5月29日，韓國官方證實病例增至12人，30日增至13人，31日又增至17人。
2015年5月29日，中國大陸官方證實5月26日到大陸的韓國人患病，是境外移入首例。据报道，这名患者为1971年出生的金姓韩国人，為LG電子的產品質量控制工程師。5月19日在韩国境内出现不适，26日抵达香港，经沙头角口岸入境大陆深圳再抵达惠州。惠州市卫计委于28日2时将该名男子转送至定点医院进行隔离治疗。香港卫生署称，已经对一名MERS个案在香港逗留期间的接触者进行排查。广东省卫计委证实，截至5月31日晚，与一名患有MERS患者的密切接触者共77人，起初有13人处于失联状态。其中有2名密切接觸的韓國女子，在韓國駐香港總領事館的介入下終願意在香港接受隔離，但2人在此之前已遊走銅鑼灣，曾出入當區的伊利莎伯大廈。截至6月4日晚间，有關第10例病人的77个密切接触者全部找到，测试均为阴性。由於第10例病人懷疑向香港邊境檢疫人員隱瞞曾在5月16日到醫院，探望第三名患者接近四小時，故即使抵達香港時仍然發燒，但直到26日抵達惠州才被隔離治療。但及後他認為韓國政府沒有說明病情的嚴重性，所以他沒有遵從保健福祉部去檢查的要求。又稱邊境檢疫人員只是問他有沒有感冒徵狀，以及有沒有到過醫院，故認為自己並沒有隱瞞。。
2015年5月31日，由於疫情持續擴大，大韩民国保健福祉部部长文亨杓就MERS患者管理不善公开致歉。
2015年6月1日，韓國已有一名疑似MERS的患者死亡。同日，香港卫生防护中心调查另一宗MERS疑似病例，患者为一名68岁的瑞典男子，他于5月29日由瑞典经迪拜转机到港。香港生署于当日起对所有来自韩国的入境人士提高警戒级别，一旦发现发烧或呼吸道病征，将一律视作MERS怀疑个案处理。由即日起，香港衞生防護中心網頁顯示，香港政府「中東呼吸綜合症應變計劃」下的「戒備」（Alert）應變級別現正啟動。香港醫院管理局規定到公立醫院急症室和門診診所的市民及病人，必须佩戴外科手術口罩；任何有發燒及呼吸道病徵以及於過去2-14天內曾經前往受影響地區（包括首爾的醫療機構）的病人，須安排接受病毒測試及即時隔離治療；以及有發燒及流感徵狀但沒有旅遊史的病人需佩戴外科手術囗罩並於急症室設立的 「流感隔離區」候診。
2015年6月2日，韩国MERS确诊患者增至25例，其中有2例死亡病例，还出现2例三次感染病例。同日，广东省卫计委通报，中国大陸通报的境外移入首例MERS患者精神状态出现好转。
2015年6月3日，韩国保健福祉部通报，韩国MERS确诊患者已增至30名，其中两名患者死亡，疑似患者增加至398名，韩国境内的544所学校已停课或正准备停课。大韩民国总统朴槿惠3日在青瓦台主持会议时，要求有关部门尽快成立中东呼吸综合征防治应对领导小组，并向韩国民众尽快公布采取的措施，尽可能消除社会的不安情绪，控制疫情的发展。。
2015年6月4日，韩国MERS确诊患者又增至41名，死亡人数上升至4人，至6月5日，确诊患者再次增至42名，近2000人接受隔离或观察。新增的患者中有一名在首尔以南的乌山空军基地服役的军士长。而100名接触过这名军士长的人已经被要求待在住处不要外出。截至6月5日，韩国超过1160所学校暂时停课，包括大约400所幼儿园和10所大学。
2015年6月4日，韓國傳媒報道，當地一名確診醫生在出現病徵後，不理自我隔離的要求，仍出席各種會議和大型活動，懷疑與1400多人直接或間接接觸。
2015年6月5日，世界卫生组织宣布，将同韩国保健福祉部一起组成联合考察团赴韩国调查疫情。2015年6月6日8时（韩国时间），韩国MERS确诊患者总数增至50人，隔离1820人。其中首尔所在医院新增7名第二代人传人病例。韓國獨立網頁媒體《Pressian》披露了6間接收中東呼吸系統綜合症病者醫院，包括三星首爾醫院（Samsung Seoul Hospital）、大田市建陽大學醫院、大田市大清醫院、平澤市聖母醫院（Pyeongtaek St.Mary's Hospital）、首爾江東區365診所等，至6月8日公开的医院数量达到24家。
同一天，一位被要求於平澤市自主隔離的老婦被發現離開隔離處所並回到全羅北道淳昌郡的家中，其後被確認感染MERS病毒，導致其住家所在的居民約200人的小村被指定為危險地區，禁止人員出入。
2015年6月6日，京畿道富川市發現一名感染途徑不明的MERS病毒陽性反應者，他因未與其他感染者接觸過而未被列入隔離對象，因此說明在醫院外部可能存在其他的感染途徑。
同一天，香港《蘋果日報》兩名記者到達其中一間爆發源頭兼重災醫院－韓國京畿道平澤市平澤聖母醫院採訪，發現醫院大門緊閉，大樓一片漆黑，周圍杳無人迹。途人表示醫院已經關閉及沒有病人。
2015年6月7日，韩国爆增14名MERS确诊患者，死亡人数上升至5人，1866人接受隔离，其中首尔所在医院再增10名第二代人传人病例。
2015年6月8日，韩国新增23名MERS确诊患者，刷新單日最大增幅紀錄，病例数居世界第二。其中釜山確診首宗病例，死亡人数維持至5人，2200人接受隔离，确诊患者增至87人。同日，韩国国会将举行临时国会会议，就中东呼吸综合征相关事宜进行紧急质询。而韩国政府已经将疫情预警级别由“注意”上调到“警戒”，中华人民共和国外交部领事司和驻韩大使馆提醒赴韩和已在韩的中国公民关注疫情信息，做好防范应对。香港食物及衞生局局長高永文於下午宣佈韓國有新病例來自釜山，加上第三層傳播病例持續上升，已超越第二層傳播病例，社區爆發風險顯著增加，因此香港「中東呼吸綜合症應變計劃」即時將應變級別由「戒備」（Alert）提升至「嚴重」（Serious）。截至6月8日，已有2名MERS患者痊愈出院。而世界卫生组织总干事陈冯富珍在韩国表示，虽然韩国MERS疫情在医疗机构内扩散导致确诊病例增多，但韩国可以采取有效措施防止疫情进一步蔓延。目前韩国拥有先进的医疗设备、医务工作者水平较高，因此能迅速掌握MERS疫情动态。另外，世卫组织和韩国政府携手成立的调查组将从6月9日起对韩国政府的MERS防控措施进行评估，还将研究新的防控措施。
2015年6月9日，韩国新增8例MERS确诊病例，其中包括1例死亡病例，至此韩国MERS确诊患者增至95人，死亡人数增至7人。其中第93名確診患者是一名居住在韓國的金姓中國朝鮮族女性，據信她是在翰林大東灘聖心醫院照顧第15名確診患者時感染MERS病毒。随后，中华人民共和国国家卫生和计划生育委员会证实了此事，并高度重视在韩中国公民患病救治情况，请韩方采取有效措施全力救治患者。由于中国大陆和韩国、中东地区人员往来较多，有专家研判MERS病毒输入中国大陆的风险显著增加。香港政府於下午1時對韓國直接發出「紅色」外遊警示，建議市民調整行程及如非必要，避免前赴韓國。同日，韩国总统朴槿惠在青瓦台主持召开国务会议时表示，MERS是一个可抗击的疾病，对于MERS疫情是完全可以控制的。
2015年6月10日，韩国新增13例MERS确诊病例，其中包括2例死亡病例，至此韩国MERS确诊患者增至108人，死亡人数增至9人。另外，韩国政府已宣布将对首尔、京畿道、大田市、忠清南道牙山市的肺炎患者进行检查，确认其是否感染MERS病毒。
2015年6月11日，韩国新增14例MERS确诊病例，其中包括一名39岁的孕妇，这也是韩国首例孕妇感染病例。至此韩国MERS确诊患者增至122人。不過同天也宣布有3名確診患者痊癒出院，至今痊癒出院者共達7人。痊癒出院的3人分別是第7例28歲女性，她是京畿道平澤聖母醫院的護士；第13例49歲男子；第37例45歲男子。同日，韩国媒体报道，于5月27日因患MERS接受隔离治疗的56岁女性死亡。至此韩国MERS患者死亡人数增至10人。
2015年6月12日，韩国新增4例MERS确诊病例，至此韩国MERS确诊患者增至126人。同日深夜，韩国政府通报新增3例MERS死亡病例，至此韩国因MERS死亡的病例增至13例，死亡率上升至10.3%。
2015年6月13日，韩国新增12例MERS确诊病例，其中包括第三代人传人病例，患者（第133例病患）是一名救護车司机，在6月5日和6日驾驶载有第76例患者（75岁，已于6月10日死亡）的救護车。这也是韩国第一次出现第三代人传人MERS病例，至此韩国MERS确诊患者增至138人。另外，韩国京畿道城南市一名7岁小学生因疑似感染MERS病毒，其本人与家人在家中接受隔离，目前正在接受进一步检测。
2015年6月14日，韩国新增7例MERS确诊病例，包括一名从中東返回韩国的商人。至此韩国MERS确诊患者增至145人。其中第141例病患為一名42歲男病人，他被認為是在5月27日於三星首爾醫院陪同其父體檢時接觸到第14號病患而被感染。他早於2015年6月9日開始出現病徵，但事隔3天後才致電當地的保健所，之後他並沒有等候保健所職員安排，而是自行乘坐巴士去江南瑟佛蘭斯醫院。後在醫院由於對被隔離接受測試不滿而產生憤恨心理，扬言“我会到处走，让大家都传染上”，向醫生投擲口罩導致3名醫生被隔離，並於下午6時許破壞醫院隔離室的門鎖逃離醫院，自行乘坐的士離去。由於12日晚間該患者的樣本經初步檢測為陽性，從12日晚間到13日中午保健當局對其住所不斷打電話催促其到醫院進行隔離。患者於13日下午自己來到三成洞的首爾醫療院並被確診為MERS患者，其家人也一併接受隔離。另外，韩国保健福祉部於6月18日称，他曾於潛伏期內的6月5日上午至8日下午隨家人、朋友共9人去往濟州島西歸浦市旅遊4天，其間入住中文觀光區新羅酒店，据家人称患者当时已出现小咳嗽等症状。随后，济州岛MERS管理对策总部下达自行隔离通知，導致該酒店與多個觀光場所的34名工作人員也必須接受隔離觀察。
同日下午，釜山廣域市一名61歲的患者死亡，死亡人數增加到15人。
同日晚20時開始，大韓民國保健福祉部下令凡有MERS症狀的自家隔離者共5001人禁止出境。
2015年6月15日，韩国新增5例MERS确诊病例，其中包括1例死亡病例。至此韩国MERS确诊患者增至150例，死亡16人。確診患者中包括三星電子水原工廠的一名職員。
2015年6月16日，韩国新增4例MERS确诊病例，其中包括3例死亡病例。至此韩国MERS确诊患者增至154例，死亡19人。
2015年6月17日，韩国新增8例MERS确诊病例，至此韩国MERS确诊患者增至162例，其中包括一項死亡病例，20人死亡。其中一項是一名54歲女子本身有支氣管炎等呼吸道疾病、以及高血壓等問題。
2015年6月18日，韩国新增3例MERS确诊病例，包括3例死亡病例，其中2名死者分別是53歲與35歲的是醫療人員，她們分別在牙山忠武醫院與三星首爾醫院遭到感染；另一名感染者則是在江東的慶熙大醫院遭到第4波感染。至此韩国MERS确诊患者增至165例，死亡23人。
2015年6月19日，韩国新增1例MERS确诊病例，包括1例死亡病例，至此韩国MERS确诊患者增至166例，死亡24人。另外，因MERS被隔离的人士为5930人，较前一日减少799人。有6人康复出院，出院人数增至30人。从目前MERS死亡人数来看，中老年人为主要死亡人群。
2015年6月21日，韩国新增3例MERS确诊病例，包括1例死亡病例，至此韩国MERS确诊患者增至169例，死亡25人。其中第167位確診患者是在6月5日與第76位患者共處於江東慶熙大學醫院後遭到感染；而第168位患者則是建國大學醫院放射科的醫護人員，他於6月6日在急診室被第76位患者感染；第169位確診患者則是任職於三星首爾醫院的醫師，他是在照顧第135位患者時被傳染。至今三星首爾醫院已有4名醫生不幸染病。
2015年6月22日，韩国新增3例MERS确诊病例，包括2例死亡病例，至此韩国MERS确诊患者增至172例，死亡27人，治愈出院50人，隔离人数3833人。至6月21日，有95人正在接受治疗，其中14人情况不稳定。當天的確診患者中，第172號病患是在解除隔離後第二天出現症狀並被確診感染。而第171號患者則是在接觸第14號患者後第23天才被確診感染，顯示潛伏期可能長於14天的隔離時間，不過亦有可能是由於他與第123、124號患者為親屬關係，在14天以內發生家庭內感染。
2015年6月23日，韩国新增3例MERS确诊病例，至此韩国MERS确诊患者增至175例，治愈出院54人，隔离人数2805人。其中传染了80人的超级传染者14号患者和唯一一名孕妇确诊患者都已被完全治愈，而孕妇确诊者还在治愈后顺利产下一子。同一天，韩国三星电子副会长李在镕在首尔瑞草区的公司总部召开记者会，就三星首尔医院管理不力造成MERS疫情扩散向韩国国民道歉。
2015年6月24日，韩国新增4例MERS确诊病例，至此韩国MERS确诊患者增至179例，治愈出院67人，隔离人数3103人。
2015年6月25日，韩国新增1例MERS确诊病例及2例死亡病例，至此韩国MERS确诊患者增至180例，死亡29人，治愈出院74人，隔离人数2642人。
2015年6月26日，韩国新增1例MERS确诊病例及2例死亡病例，至此韩国MERS确诊患者增至181例，死亡31人，治愈出院81人，隔离人数2931人。新增的2例死亡病例均为女性，年龄分别为79岁和80岁，两人各有已有的健康问题，包括糖尿病，脑梗塞和癌症。同日上午，中国首例通报的输入性MERS患者正式出院并返回韩国，韓國駐廣州總領事館对给予患者积极治疗表示感谢。
2015年6月27日，韩国新增1例MERS确诊病例，至此韩国MERS确诊患者增至182例，治愈出院90人（治愈率49.5%），隔离人数2467人。
2015年6月28日，韩国新增1例MERS死亡病例（为第104例患者），至此韩国MERS死亡病例增至32例，治愈出院91人，隔离人数2562人。同一天，大韩民国国会通过《感染病预防及管理相关法律修正案》（简称MERS特别法）。根据规定，因感染病扩散而发布“注意”等级以上的预警时，需迅速公开感染病患者的相关信息等。另外，政府可要求感染病患者或可能染病的人提交居民登录号、地址、电话等基本信息；处方、治疗纪录的医疗信息以及出入境管理纪录等。而韩国保健福祉部中央MERS管理对策本部表示，计划从6月29日开始向因感染MERS而不幸去世的死亡患者家属给予1000万韩元的丧葬补助。
2015年6月30日，韩国新增1例MERS死亡病例，至此韩国MERS死亡病例增至33例。
2015年7月2日，韩国新增1例MERS确诊病例，患者是一名在三星首尔医院工作的护士。至此韩国MERS确诊患者增至183例。同日深夜，韩国又新增1例MERS确诊病例，至此确诊患者增至184例。
2015年7月3日，韩国境内感染MERS病毒且存活的第一代患者已全部治愈。另外，韓國青瓦台秘書室長李丙琪出席國會運營委員會全體會議時表示，韩国总统朴槿惠將在MERS疫情得到控制后考慮向全體國民道歉。
2015年7月4日，韩国新增1例MERS确诊病例，患者是一名三星首尔医院工作的医师。至此韩国MERS确诊患者增至185例，当天通报有2名患者痊愈出院，分别是第117例确诊患者（25岁女性）和第156例确诊患者（66岁男性），他们接受抗生素、抗病毒剂及对症疗法治疗后，呼吸道症状大幅好转，两次检测结果均呈阴性。
2015年7月5日，韩国新增1例MERS确诊病例，至此韩国MERS确诊患者增至186例。
2015年7月6日，韩国保健福祉部通报，韩国MERS痊愈出院人员增加1人，痊愈者总数达到117人。
2015年10月11日，一名於10月1日治癒出院的MERS患者由於出現發燒症狀而到首爾大學醫院接受檢測，因檢測結果呈陽性反應而於12日被隔離，而與之接觸過的61人亦被隔離。
2015年10月25日，一名於6月中旬確診的66歲患者因併發症死亡。這也是韓國事隔3個月後再次出現的首例MERS死亡病例。
2015年11月25日，最後一名檢出陽性反應的35歲患者死亡，該患者在感染前已患有淋巴瘤。由於韓國國內已無其他患者，預計韓國政府將於12月末宣佈MERS疫情結束。
2015年12月23日，韩国保健福祉部宣布，韩国MERS疫情将于韩国时间当日24时结束。

### 相关事件
2015年5月30日，有网站曝光称於惠州接載MERS患者救护车司机出现发热徵狀，疑似被传染。随后官方表示此为谣言。
另據報道，搭載此感染者入港的韓亞航空班機直至28日才於長沙黃花國際機場接獲通知飛回仁川國際機場進行消毒，該機此前已執行過往返仁川與大連周水子國際機場以及日本名古屋中部國際機場的航班。
2015年6月1日，一名韓國人在再次入境香港時被截獲。他於5月26日與被隔離於惠州的確診韓國男子同機來港，屬緊密接觸者，被列入追蹤名單內，但其人在被找到之前即返韓。其後香港方面雖提供追蹤名單給韓國衛生當局，但男子依然沒有在韓國境內被隔離。
2015年6月4日，韩国一名网友在网上发布虚假消息，称MERS确诊病人曾就诊于京畿道安山市某医院。后该网友被警方控制并接受调查。
2015年6月4日，有報導指韩国國內的N95口罩已销售一空。
2015年6月4日，一名出逃韩国3年的中国籍经济犯罪嫌疑人朴某，因恰逢韩国出现MERS疫情，朴某担心在韩国随时面临疫情的危险，决定回国投案自首。6月4日12时50分，朴某搭乘飞机抵达大连周水子国际机场，并被警方劝返回国。
2015年6月8日，一對被保健部門要求於自家隔離的醫師夫婦被發現於6月6日出國前往菲律賓，並於次日回到韓國。這對夫婦來自淳昌郡，一名感染MERS病毒的老婦曾經到過丈夫一方所在的整形外科醫院接受腰痛治療，而於4日發熱之後亦來到妻子一方擔任院長的內科診所就診。但他們聲稱並未接到過任何要求進行隔離的通知，而是通過媒體報道才知道曾經接診過確認感染MERS病毒的患者。
2015年6月9日，有2名正於韓國成均館大學交流的香港城市大學學生上課時戴口罩以預防傳染，但是遭教授斥她們因為香港曾經在2003年爆發嚴重急性呼吸系統綜合症而對中東呼吸綜合症過份敏感，「不要帶敏感情緒來韓」。最後由於二人拒絕教授要求她們即時脫掉口罩，而被趕出課堂。成均館大學回應指部份教授認為戴口罩不禮貌，若學生堅持的話可能會被拒在課堂做簡報，有機會因此不能畢業。有關學生認為這反映韓國國民欠缺防疫意識。
2015年6月9日，一名香港人向媒体報告，他所乘坐的中国东方航空MU5479次航班（從武漢天河國際機場飛往昆明長水國際機場）上有7至8名韩国人同机，并声称他们可能是疑似患有MERS的患者。随后，工作人员将乘客与韩国人隔开，机上所有乘客均要测量体温并申报健康状况。最后工作人员安排乘客落机，并向他们派发口罩。
2015年6月10日，一名曾於5月23-27日於首爾旅遊的年輕女性因發熱、流鼻涕、咳嗽而來到港鐵青衣站的卓健醫療中心屬下診所就診，被懷疑感染MERS。診所方面通知衛生防護中心後，疑似患者於下午12時40分左右被送往瑪嘉烈醫院隔離，診所亦被穿防護服人士封鎖並進行消毒。11日早間官方消息指其初步化驗結果確認為陰性。而中環太子大廈、尖沙咀亞太中心以及東涌的同一公司系列診所亦報告曾有類似從韓國返港疑似患者就診，疑患被送往瑪麗醫院、伊利沙伯醫院等處隔離治療。10日下午，一名台灣籍空姐從韓國抵港後感到身體不適，被航空公司通報並送往瑪嘉烈醫院隔離治療。而一名大韓航空男性機組人員抵港後有發燒症狀，亦被送院治療。上述疑似病患經初步確認全為陰性。
2015年6月10日下午3时（韩国时间），一名负责应对MERS疫情的釜山市健康体育局组长在釜山市北区的登山路上吊自杀，具体原因正在调查中。
2015年6月12日，一名居於韓國仁川韓國籍百貨公司女店員因為不想上班，謊稱其工作公司有人確診疫症但高層職員隱瞞不報，企圖以此消息令公司暫停營業，她就可以不用上班。韓國當局已檢控她，而她的男友亦被控藉由其他帳號，幫她在臉書上貼文散布假消息。同一天，一名已婚韓國女子，在休假2天後不想上班，自稱其丈夫的人向僱主謊她確診疫症在醫院。該公司負責人信以為真通報韓國當局，最終揭發該女人在家，並沒有任何疫病症狀。
2015年6月13日，一名3日起於斯洛伐克日利納出差的起亞公司男性韓籍社員由於出現發熱、腹瀉症狀，被懷疑感染MERS病毒而被移送到布拉提斯拉瓦的醫院隔離治療。病患的血液樣品被送到布拉格進行檢驗，以確認其是否感染MERS病毒。6月16日，該疑似患者被確認為陰性。
2015年6月15日，一名台湾网友在臉書发表贴文，称他的前女友在台北前往韩国的飞机上接触到MERS带原者，下机后便出现发烧症状并被确诊阳性，并送往韩国医院隔离，手机被当局充公。随后台湾疾管署表示此为谣言，而该网友已经被警方控制并移送地檢署侦办，将会被罚款。

### 影响
由于MERS病毒在韩国蔓延，不少决定赴韩遊客都取消了赴韩的计划。根据韩国观光公社海外31个分部于6月4日发布的的调查，中国大陆、香港和台湾共有4400多名游客取消赴韩旅游计划，日本和东南亚地区也有100多名游客取消赴韩旅游计划，截至2015年6月10日的消息，从6月1日至9日，全球各地已有6.77万名游客取消赴韩旅游计划，其中中国大陆游客最多，为6830人。据大陸媒体发起的投票结果显示，82%的大陸网民表示会因韩国MERS蔓延对韩产生负面印象，但只有18%的网民表示不会。
在韩国，政府通过电视、网络、手机等不断推送MERS防护提示，甚至一些综艺节目也会向观众传递预防MERS的知识。另外，韩国多地取消修学旅行，高考招生也将会改为在网上举行。首尔的超市、商圈、电影院、餐馆的人流量大幅减少，另外，韩国所有在6月举行的庆典活动全部取消或延期。為了安定民心，韩国动物园还对骆驼进行隔离，但是有部分網民對此作法提出批評。
2015年6月2日，为防止疫情出現，台灣向首爾發出2級旅遊警示，韓國其他地區則列1級旅遊警示。台灣衛福部部長蔣丙煌視察應變醫院演習。
2015年6月9日，朝鲜开城工业园区企业协会一名负责人表示，入驻韩国企业的法人代表于当天举行会议，决定向园区朝鲜工人统一发放口罩，以预防感染MERS病毒。另外，平壤亦要求首爾方面提供熱成像儀，以防範MERS北傳，韓方表示同意。
2015年6月9日，台灣衛生福利部疾病管制署表示將最快在下一周，將中東呼吸綜合症列入自主通報獎勵計劃，鼓勵民眾通報發燒等症狀。
2015年6月10日，朝鮮日報刊登政治部記者鄭祿勇（정녹용）的文章，他認為目前中國大陸取消或推遲「第7屆中韓媒體高層對話論壇」，「2015韓國企業北京投資說明會」等多個兩國共同舉辦的政商活動是對疫情「反應過度」。而2003年SARS疫情爆發後，韓國曾為大陸提供30萬美元以及其他的許多援助，大陸不應在此時做出損害兩國間信賴關係的事情。
根據香港大學民意研究計劃於2015年5月29日至6月2日，透過透過真實訪員以隨機抽樣方式所做的民意調查顯示，香港人對韓國人民政府的好感淨值（「好感」百分比減去「反感」百分比）只有分別34%及22%，比上次調查時低了分別12%及17%。
2015年6月11日，由于MERS疫情对韩国经济冲击大，韩国中央银行韩国银行宣布，将基准利率从1.75%下调25个基点至1.50%。另有報導指韩国各大超市的泡菜、生薑、紅薯、鮭魚等被相信有助於增強免疫力及殺菌的食品脫銷，这些食品还被網友喻為疫情持續擴散下的抗MERS神器。
同一天，韓國中央日報刊登記者李正宰（이정재）評論，他認為在2002年中國大陸爆發SARS以及2011年東日本大震災期間，韓國對兩國都提供巨大的援助，特別是2002年7月，當時的大韓民國總統盧武鉉成為SARS爆發後第一位到訪中國的外國元首。但此次韓國遭受MERS襲擊，兩國卻並未對韓國提供任何醫療支援或是經濟支援，反而還取消或延遲一些有韓國方面參與的活動，「讓人感到寒心」。另外，他還認為如果日本內閣總理大臣安倍晉三能在此時訪問韓國，定能讓韓國民眾對他的看法改觀。
娛樂界方面，6月11日，韓國媒體報道稱第18屆上海國際電影節主辦方於10日發送電子郵件給韓國方面各參展單位以及相關人士，稱考慮到健康因素希望他們慎重考慮來華參展。其中韓國演員張東健與蘇志燮已表明不會參加此次影展。另外，香港小姐進行首輪面試，活動負責人亦確認改變決定，取消安排候選佳麗到韓國FNC事務所旗下明星訓練學校受訓，而可能改往日本接受當地影視明星及知名模特兒訓練。。
2015年6月12日，韓國总统朴槿惠与美国总统奥巴马通电话，提及韩国MERS疫情和延迟访美的原因，奥巴马表示充分理解朴槿惠推迟访美。奥巴马还表示美方将向韩国提供支援。
2015年6月12日至14日，韓國組合BIGBANG在香港亞洲國際博覽館一連三晚開演唱會，然而歌迷未有戴上口罩，但場外有關口罩的紀念品銷量極高。
2015年6月15日，大韩民国法务部外国人综合服务中心开始提供包括英文、中文、日语、法语和俄语等19种语言的MERS相关訊息咨询服务。而為挽回遊客信心，防止旅遊業因MERS疫情繼續衰退，大韩民国文化体育观光部宣布与保险公司合作，向所有外國旅客推出「MERS保險」。即若有5月22日以後进入韩国的外國旅客在韓感染MERS，韓方將負擔其治療費用並追加提供3000美元的補償，而若不幸病逝則最高可獲得1億韓元（约50万人民币）的補償。
2015年6月24日，韩国执政党新世界党官员称，韩国政府将制定追加预算以帮助应对MERS疫情爆发的影响以及经济下滑，此次追加预算的金额预计将超过10万亿韩元。
2015年7月1日，因受到MERS的影响而到访韩国的游客人数大减，为了恢复旅游市场，韩国政府决定，从7月6日起至9月30日，韩国对中国以及东南亚等国家免除签证费用。另外，在此期间，拥有日本团体旅游签证的中国游客，也可以在韩国免签停留15天。

## 病例數據

2015年韓國中東呼吸綜合症确诊及死亡个案趋势图，而且疑似病例與被隔離的人數一度達到近7000人

MER确诊及死亡个案趋势图

MERS隔離個案趋势图

| 日期     | 當日累計確診病例 | 當日累計死亡病例 |
| -------- | ---------------- | ---------------- |
| 5月20日  | 1                |                  |
| 5月21日  | 3                |                  |
| 5月26日  | 4                |                  |
| 5月27日  | 5                |                  |
| 5月28日  | 7                |                  |
| 5月29日  | 12               |                  |
| 5月30日  | 13               |                  |
| 5月31日  | 15               |                  |
| 6月1日   | 18               | 1                |
| 6月2日   | 25               | 2                |
| 6月3日   | 30               | 2                |
| 6月4日   | 36               | 3                |
| 6月5日   | 41               | 4                |
| 6月6日   | 50               | 4                |
| 6月7日   | 64               | 5                |
| 6月8日   | 87               | 6                |
| 6月9日   | 95               | 7                |
| 6月10日  | 108              | 9                |
| 6月11日  | 122              | 10               |
| 6月12日  | 126              | 13               |
| 6月13日  | 138              | 14               |
| 6月14日  | 145              | 15               |
| 6月15日  | 150              | 16               |
| 6月16日  | 154              | 19               |
| 6月17日  | 162              | 20               |
| 6月18日  | 165              | 23               |
| 6月19日  | 166              | 24               |
| 6月20日  | 166              | 24               |
| 6月21日  | 169              | 25               |
| 6月22日  | 172              | 27               |
| 6月23日  | 175              | 27               |
| 6月24日  | 179              | 27               |
| 6月25日  | 180              | 29               |
| 6月26日  | 181              | 31               |
| 6月27日  | 182              | 31               |
| 6月28日  | 182              | 32               |
| 6月29日  | 182              | 32               |
| 6月30日  | 182              | 33               |
| 7月1日   | 182              | 33               |
| 7月2日   | 184              | 33               |
| 7月3日   | 184              | 33               |
| 7月4日   | 185              | 33               |
| 7月5日   | 186              | 33               |
| 7月7日   | 186              | 35               |
| 7月10日  | 186              | 36               |
| 10月25日 | 186              | 37               |
| 11月25日 | 186              | 38               |

## 反應

### 學校關閉
下表為韓國學校在中東呼吸綜合症疫情之下暫時關閉的學校數目：
| 日期    | 學校關閉數量                      |
| ------- | --------------------------------- |
| 6月2日  | 84                                |
| 6月3日  | 214                               |
| 6月4日  | 1,162                             |
| 6月5日  | 1,317                             |
| 6月7日  | 1,381 (京畿道地區共有7間學校關閉) |
| 6月8日  | 1,970                             |
| 6月9日  | 2,208                             |
| 6月10日 | 2,704                             |
| 6月15日 | 475                               |

### 旅遊警示
為了應對韓國的疫情，截至2015年6月9日，以下國家及地區對其居民發出針對韓國的外遊警示:
| 國家             | 發出日期     | 旅遊警示         | 適用區域 |
| ---------------- | ------------ | ---------------- | -------- |
| 中華民國（臺灣） | 2015年6月9日 | 黃色警示旅遊警示 | 韓國全國 |
| 香港             | 2015年6月9日 | 紅色旅遊警示     | 韓國     |